# Случай из следственной практики
«Случай из следственной практики» — советский художественный фильм, криминальная драма Леонида Аграновича, вышедшая в 1968 году.

## История
По воспоминаниям Аграновича, в фильме показан «действительный случай из практики моего друга и соавтора А. Л. Шпеера», который был следователем и всю жизнь проработал в московской прокуратуре. При этом коллегам Шпеера «не понравился намёк на то, что служба их бывает не всегда такой стерильной и правой, какой мы изображаем её в кино, в песнях, в стихах и прозе. Злющие глаза коллеги прямо говорили: эх, не попал ты, сукин сын, к нам в своё время, поглядел бы я, как ты б у меня запел».
Роль Короткова Агранович предлагал Владимиру Высоцкому, однако тот отказался, сославшись на занятость. Высоцкий, в свою очередь, предложил Аграновичу использовать в фильме Нину Шацкую, которая пробовалась на одну из ролей, но в итоге не была утверждена.

## Сюжет
Вор Валентин Макарцев, отсиживающий срок в колонии, неожиданно пишет признание в совершении убийства девять лет назад, в 1959 году. Он называет нескольких свидетелей убийства из числа своих товарищей по дворовой компании тех лет. Дело поручают следователю прокуратуры Ольге Сухаревой, и она направляет повестки предполагаемым свидетелям и распоряжается этапировать Макарцева для разбирательства. Дело об убийстве в 1959 году не заводилось, труп не был обнаружен, поэтому единственное свидетельство о произошедшем преступлении — это слова Макарцева. Когда Макарцева доставляют в город, Сухарева в разговоре с ним предполагает, что он выдумал это убийство.
В отличие от Макарцева, его бывшие приятели стали «полезными членами общества» и воспринимают повестку из прокуратуры с неудовольствием. Коротков работает в закрытом НИИ и собирается защищать диссертацию, у него проблемы с женой и дело идёт к разводу. Фомин — начальник отдела снабжения. Оба они на вопросы Сухаревой отвечают неохотно и не подтверждают факт убийства и своё присутствие при нём.
Тем временем двое других свидетелей ведут себя иначе: хирургическая сестра Трушина сразу признаёт, что одного из дворовой компании, мелкого карманника Баржу́, убили. Об убийстве рассказывает и радист авиалайнера Кличко. Как выясняется, вся компания промышляла карманными кражами, однако Баржа, которому сначала передавали украденные деньги на хранение, стал присваивать часть себе, в результате чего его решили проучить.
Поняв, что преступление действительно имело место, Сухарева вызывает Короткова, а затем и Фомина на очную ставку с Макарцевым. Каждый из них, не желая иметь неприятности, утверждает, что не имел отношения к произошедшему девять лет назад, и Макарцев не перечит им. Дома у Короткова происходит объяснение с женой, которая называет его убийцей, и он кончает с собой, в предсмертной записке обвинив в своей смерти Сухареву.
По другому делу к Сухаревой случайно заходит инженер Барашков, который оказывается тем самым «убитым» Баржой — как оказалось, Макарцев сильно ранил его ножом (который ему бросил Коротков), но после долгого лечения он поправился. Однако Трушина и Кличко признались в соучастии в покушении на убийство, и теперь по закону должны быть вызваны в суд. Коллега Сухаревой предлагает ей не давать ход делу, потому что эти люди уже изменились и не должны отвечать за грехи молодости. Однако Сухарева намерена поступить по закону. Фильм заканчивается её словами: «Воздаю по заслугам согласно закону. Так или нет?».

## В ролях
- Любовь Земляникина — Ольга Фёдоровна Сухарева
- Алексей Ковалёв — Валентин Макарцев
- Нина Русланова — Тоня Трушина (Хруля)
- Всеволод Шиловский — Яков Фомич
- Роман Вильдан — Юрий Коротков (Нос)
- Эмилия Кулик — Неля Короткова
- Геннадий Кочкожаров — Эдгар Кличко (Шкилет)
- Игорь Старков — Барашков (Баржа́)
- Владимир Заманский — Семён Сухарев
- Иван Соловьёв — Александр Вага, следователь
- Борис Зайденберг — командир авиалайнера (озвучивает Армен Джигарханян)
- Виктор Бурхарт (в титрах — Бурхард) — Галахов (озвучивает Виктор Филиппов)
- Степан Крылов — Лобов
- Генрих Осташевский — следователь, коллега Лобова
- Сергей Простяков — профессор Аношин (озвучивает Михаил Глузский)
- Валентина Сперантова — мать Макарцева
- Вера Кулакова — мать Тони
- Виктор Шульгин — милиционер
- Майя Булгакова — эпизод
- Юрий Величко — эпизод